# 全面战争：阿提拉
《全面战争：阿提拉》是一由Creative Assembly開發、經世嘉公司於2015年2月17日在Windows、OS X及Linux平台上发行的电子游戏，该作为《全面战争》系列第九部作品。
遊戲背景設定為描述欧洲民族大迁徙及中世纪前期的歷史進程，於公元395年開始，當時歐洲正處於西罗马帝国崩溃和大規模蠻族入侵的水深火熱中。雖說遊戲以匈人王阿提拉命名，但其實遊戲開始時阿提拉並未登位（遊戲開始時匈人王為烏爾丁）。

## 游戏內容

### 战役
游戏版圖东延大夏、西達伊比利亞；南起撒哈拉、北至喀里多尼亞。每個行省由三個城市组成，而每個城市又可以被单独占领。数以百计的城市和地区不同于前作《羅馬II：全面战争》，但是地图规模仅比上代稍大。《全面战争: 阿提拉》地图比上代多增加了现今俄罗斯西部草原地区，使得玩家要多留意四处游牧的匈人。一个行省的最大城市被定为行省首府，而行省首府在游戏初始有更多的建筑槽。与羅馬II不同的是，本作现在终于可以给小城镇升级围墙了，而且玩家也可以给每个城镇改名。

### 派系
游戏中有56個不同的派系，其中於主戰役中共有25個派系可用（已包含所有下載包），其餘31个派系為不可用的NPC。在遊戲的最初版本有10個可玩派系，而最終無須額外付費可玩的派系則有13個，其餘12個可玩派系則需透過大部分需額外付費購買的下載包獲得。8个初始的游牧派系没有任何城市或地区，2个派系甚至需要永遠保持游牧生涯，不得佔領任何城市或地区，但是游牧中的派系可以在任何地方安营扎寨。3个派系不能转成游牧状态，46个派系初始有自己的城市和地区。每個派系都擁有自己獨特的兵種、戰略及文化特色。
＊註：此處所列可玩派系已包含所有下載包
- 羅馬帝國：西羅馬帝國、東羅馬帝國
- 遷徙民族：東哥德人、西哥德人、汪達爾人、蘇維匯人、阿蘭人
- 日耳曼蠻族王國：法蘭克人、薩克遜人、伦巴第人、阿勒曼尼人、勃艮第人
- 東方帝國：薩珊王朝
- 遊牧民族：匈人、嚈噠帝國
- 北欧維京人：丹麥人、朱特人、吉特人（英语：Geats）
- 凯尔特人：皮克特人、艾布拉尼人（英语：Eblani）、喀里多尼亞人
- 沙漠王國：坦奴克人（英语：Tanukhids）、希木葉爾王國、拉赫姆王國、阿克蘇姆帝國、加拉曼提人（英语：Garamantes）
- 斯拉夫人：安提人、斯卡拉維人（英语：Sclaveni）、威尼第人（英语：Vistula Veneti）

## 下载内容DLC
《全面战争: 阿提拉》有源源不断的下載包提供了新的派系、单位、战役来补充游戏。首个下載包「维京先祖文化包」于2015年2月17日与游戏发售日同步推出，其增加了丹麥人、朱特人和吉特人三个北欧維京人派系。第二个下載包「長鬍子文化包」于3月4号推出，增加了伦巴第人、阿勒曼尼人及勃艮第人三个日耳曼人派系。第三个下載包「凯尔特文化包」已于3月25号推出，增加了皮克特人、艾布拉尼人和喀里多尼亞人三個凯尔特民族派系。
於2015年6月25日，Creative Assembly推出了第一個獨立戰役下載包，名為《最後的羅馬人》，遊戲背景為查士丁尼大帝及貝利撒留遠征西羅馬帝國故土的汪達爾戰爭及東哥特戰爭。戰役可玩派系亦全部於主戰役可玩，分別為：東羅馬帝國、東哥特王國、西哥特王國、汪達爾王國及法蘭克王國；同日更新蘇維匯人一個主戰役免費可玩派系。
於2015年9月15日，Creative Assembly推出了第四個派系下載包，名為《沙漠帝國》，新增了坦奴克阿拉伯部落、希木葉爾王國及阿克蘇姆帝國三個可玩派系，以及三種新宗教：東方教會、猶太教及閃族宗教；同日更新拉赫姆王國一個主戰役免費可玩派系。
於2015年12月10日，Creative Assembly推出了第二個獨立戰役下載包，名為《查理曼霸業》，遊戲背景為查理曼大帝及其治下的法蘭克王國稱霸歐洲的歷史。戰役推出了八個全新的可玩派系，包括：法蘭克王國、丹麥王國、倫巴底王國、科爾多瓦酋長國、麥西亞王國、阿斯圖里亞斯王國、撒克遜人及阿瓦爾人；同日更新嚈噠帝國一個主戰役免費可玩派系。
於2016年2月25日，Creative Assembly推出了第五個派系下載包，名為《斯拉夫民族》，新增了安提人、斯卡拉維人及威尼第人三個可玩派系；同日更新加拉曼提人一個主戰役免費可玩派系。

## 游戏评价
《全面战争: 阿提拉》收到了游戏媒体的积极评价。GameRankings给予了77.90%的累积好评分，Metacritic给予了81/100的评分。
《PC Gamer》的编辑Dan Griliopoulos给予了游戏83/100的评分，他肯定了游戏中展现的恢宏历史、可玩性高的多人模式、悠扬的音乐、生动的动画和音效。他也赞扬了游戏中军队和将领管理系统的改进，比如准确反映了历史的族谱回归。当然游戏中AI问题、多人游戏中的聊天延迟、掉帧和BUG也不能不提。他总结说：「《全面战争: 阿提拉》就是《全面战争: 罗马II》的野蛮人入侵版加上一堆BUG修正。游戏仍需要许多工作来达到它的完美境地，游戏面市就带着些BUG令人不快，但是本作告诉了玩家游戏开发商在聆听玩家的建议。」
IGN的TJ Hafer给了游戏8.1/10的评价，他肯定了游戏中战术多变的战役、AI，升级的界面、围城战和经济系统，新的兵种和改进的即时战斗，并说：「排兵布阵有了更多的选择」。他也评价说：「游戏给玩家们以这些古代人视角来面对侵袭、劫掠、破坏和毁灭」。但他也批评了游戏中的一些空气墙、不友好并复杂的内政与外交系统、偶尔犯傻的AI和消失的凯尔特可玩派系（但后续推出DLC增加了）。他总结说：「《全面战争: 阿提拉》是一款更加整洁，归纳整理后的作品。它不是《罗马II》的新文明扩展版，而是细化改进升级版。《阿提拉》实至名归，比在《罗马II》中的徘徊前进了更坚定的一步。」
《GamesRadar》的Atlas Burke称赞了游戏图像、音效和新改进。他说：「新改进就是对《罗马II》问题的反馈」。他也称赞了游戏舒适的玩法，优秀的战场战术、升级的AI和UI、可把游牧聚落转变成军团、着重突出了政治中的阴谋诡计。然而，他批评游戏中冗长的建筑周期、技术问题、过于简单的界面和不平衡的兵种。他总结说「《全面战争: 阿提拉》是一款棒极了的策略游戏，不用再为跟前作对比而叹息」。
《Destructoid》的编辑Greg Tito对游戏稍抱有负面评价，仅给了游戏6.5/10评分。他称赞了游戏中选择设置和即时战斗的提升，但对战役地图范围稍有不满。他批评了政治系统的变化和贸易外交的问题。他认为《阿提拉》中有太多「似曾相识」，「甚至不用每次重做程序」，「在逝去的辉煌中找一个精美的复刻也许不是个好的选择」。